# Leiosauridae
Die Leiosauridae sind eine Familie kleiner bis mittelgroßer Echsen aus der Gruppe der Leguanartigen (Iguania). Sie kommt in weiten Teilen des mittleren und südlichen Südamerikas in Brasilien, Paraguay, Uruguay und Argentinien vor. Die Nordgrenze des Verbreitungsgebietes bilden der Unterlauf des Amazonas und der Rio Madeira. Im Süden besiedelt die Familie das Stromgebiet von Río Paraná und Río Uruguay und Patagonien südlich bis zur Magellanstrasse (Gattung Diplolaemus). In weiten Teilen des brasilianischen Nordosten fehlt sie.

## Merkmale
Im Allgemeinen ähneln die Arten der Leiosauridae den Kielschwanzleguanen (Tropiduridae), ihre Schwanzschuppen sind aber glatt, der Körper gedrungener und abgeflachter. Der Schwanz kann nur wenig länger oder auch fast doppelt so lang sein wie Kopf und Rumpf. Er ist nicht autotom, kann bei Gefahr also nicht abgeworfen werden. Die Schuppen auf der Unterseite ihrer Haftzehen sind gekielt. Alle Arten besitzen eine Tarnfärbung, die an die vorherrschenden Farben in ihrem Lebensraum angepasst ist. Bei vielen Arten ist die Rückenmittellinie durch ein farbiges Muster markiert. Dies können Kreise oder Halbkreise (Leiosaurus jaguaris), Winkel (Enyalius), Balken (Pristidactylus) oder Flecken in Form eines Haizahns (L. bellii) sein.

## Lebensweise
Die Arten der Leiosauridae kommen im brasilianischen Cerrado, in trockenem Buschland, in Trockenwäldern, im atlantischen Regenwald und im südlichen Amazonasregenwald vor. Einige leben terrestrisch auf dem Erdboden (Unterfamilie Leiosaurinae), andere auf den Bäumen (Unterfamilie Enyaliinae). Über ihre sonstige Lebensweise ist nur wenig bekannt. Wahrscheinlich ernähren sich alle Arten vor allem von Insekten und anderen Gliederfüßern. Sie sind ovipar und vergraben ihre Eier im Boden. Die Anzahl der Eier pro Gelege liegt bei 2 bis 15. Zwei im Süden Patagoniens vorkommende Arten, Diplolaemus bibronii und D. darwinii, sind noch bei Temperaturen von 5 °C aktiv.

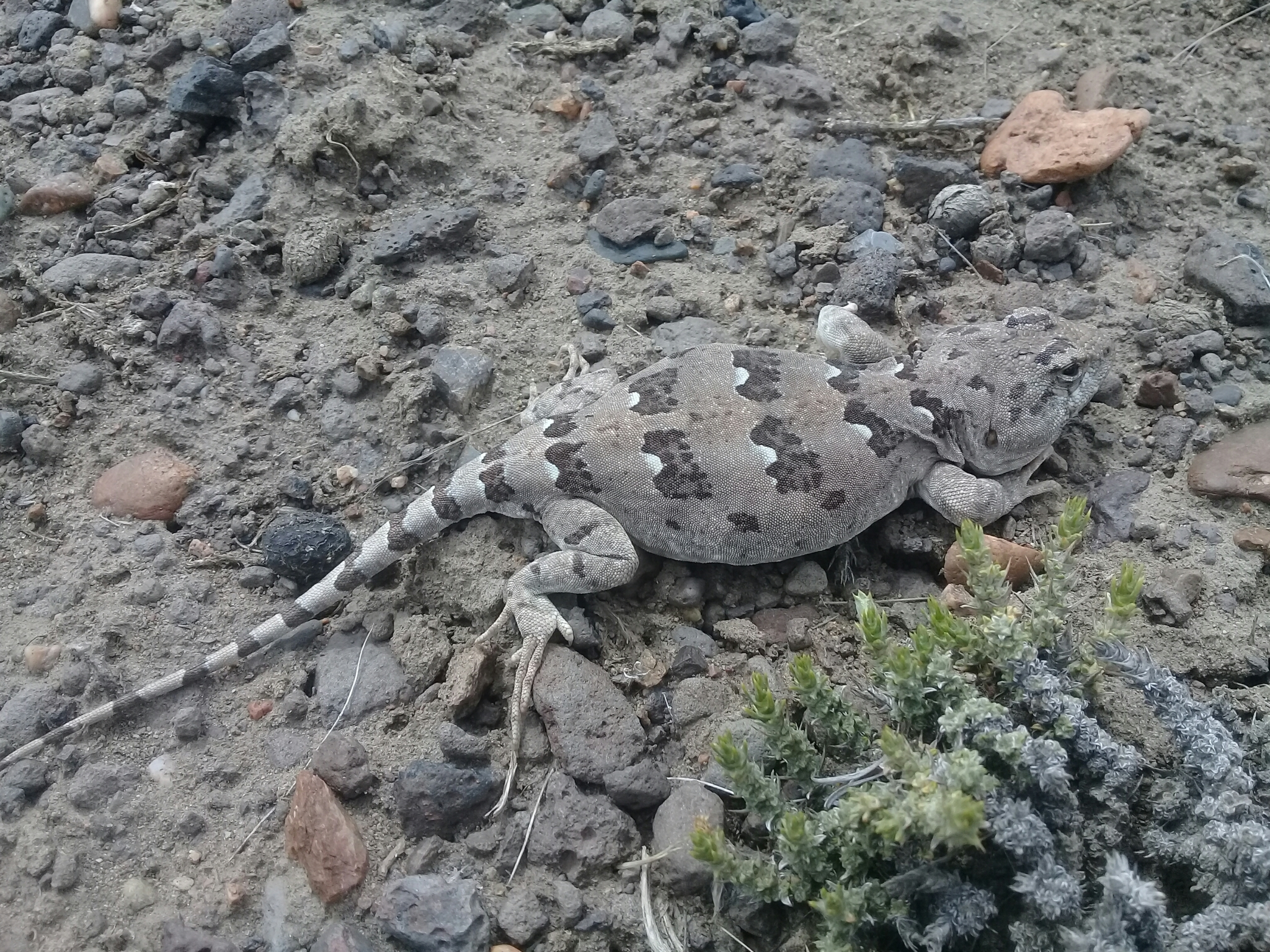
Diplolaemus bibronii

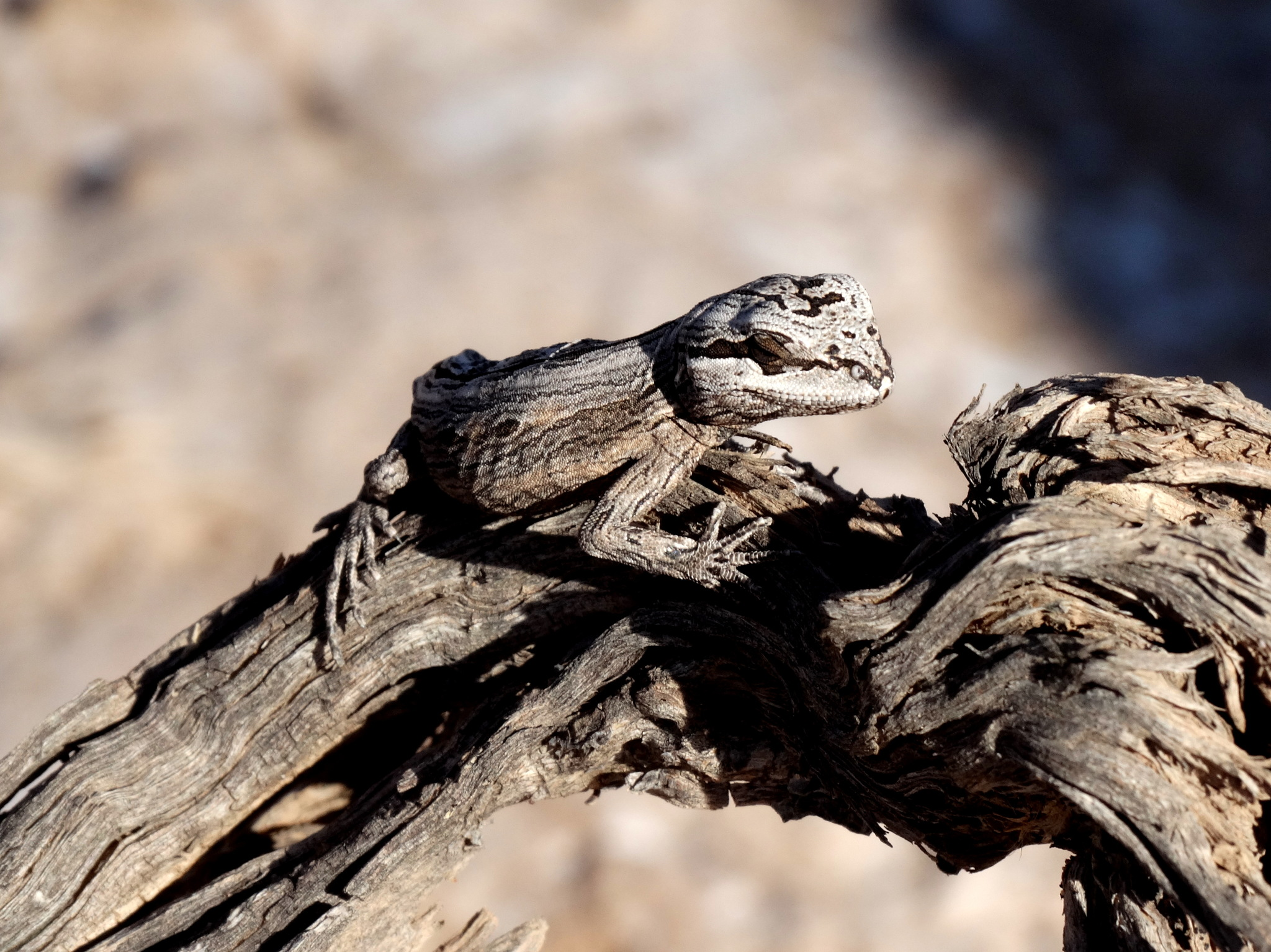
Leiosaurus paronae

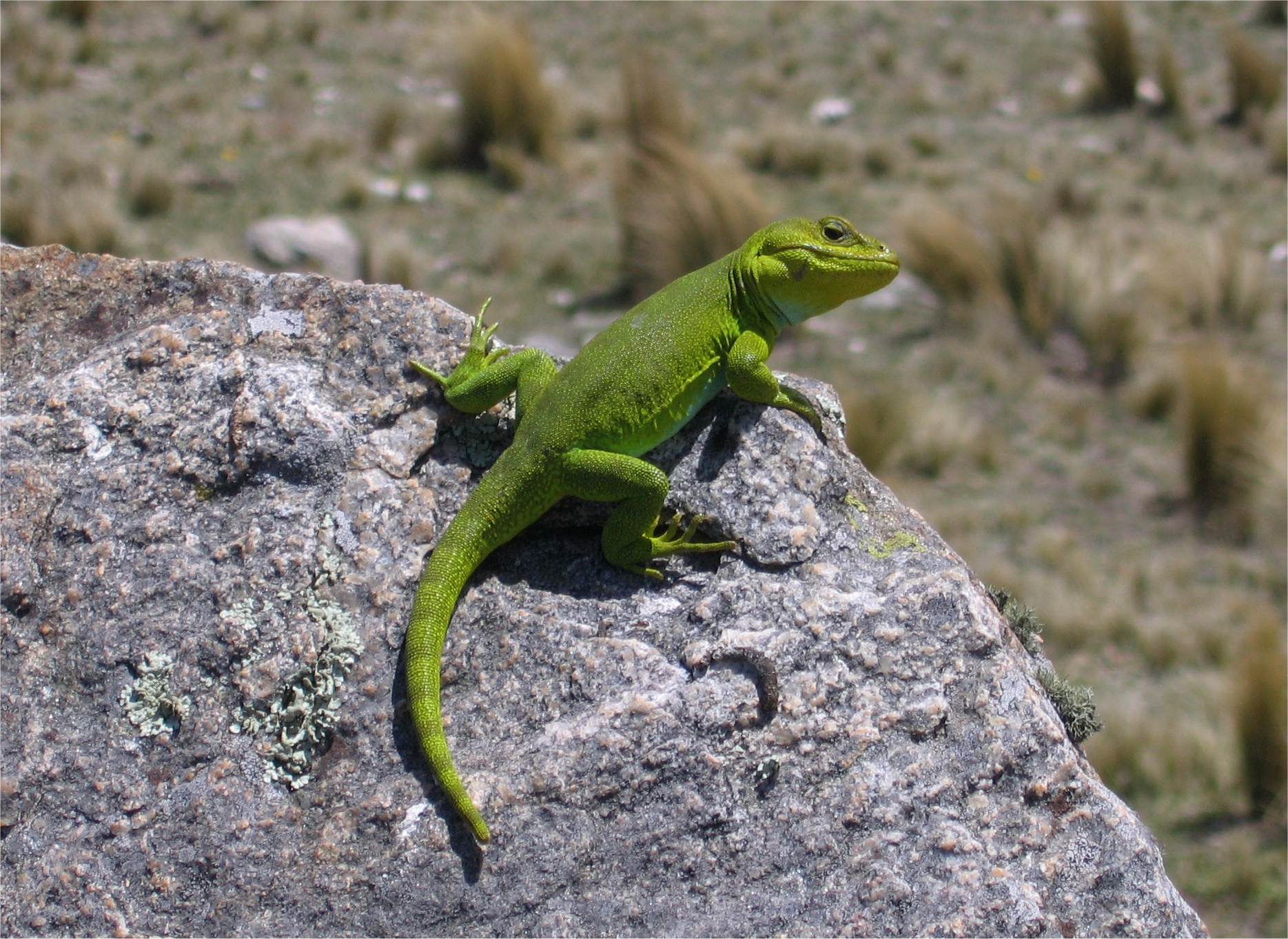
Pristidactylus achalensis in der Pampa de Achala

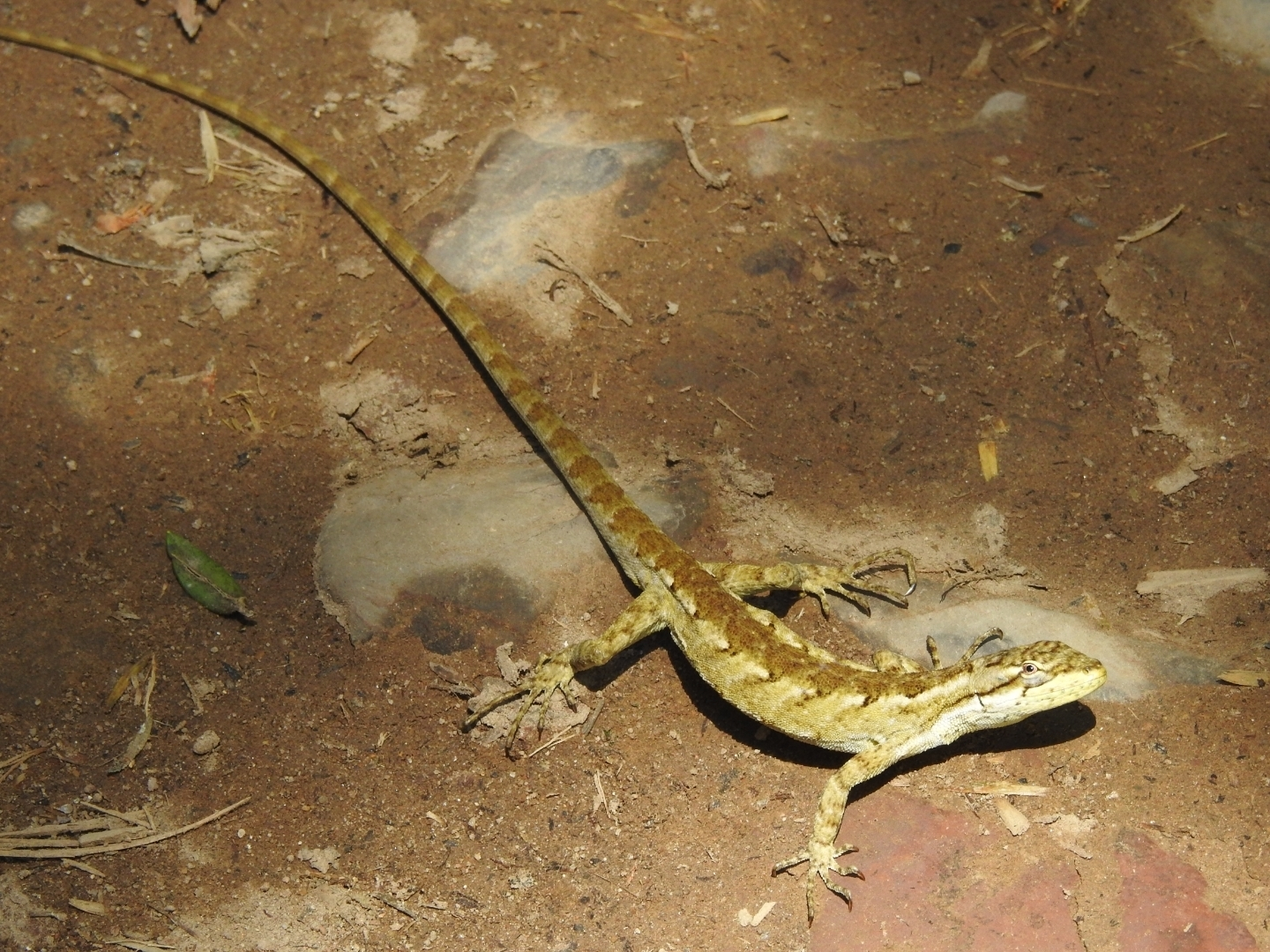
Anisolepis grilli

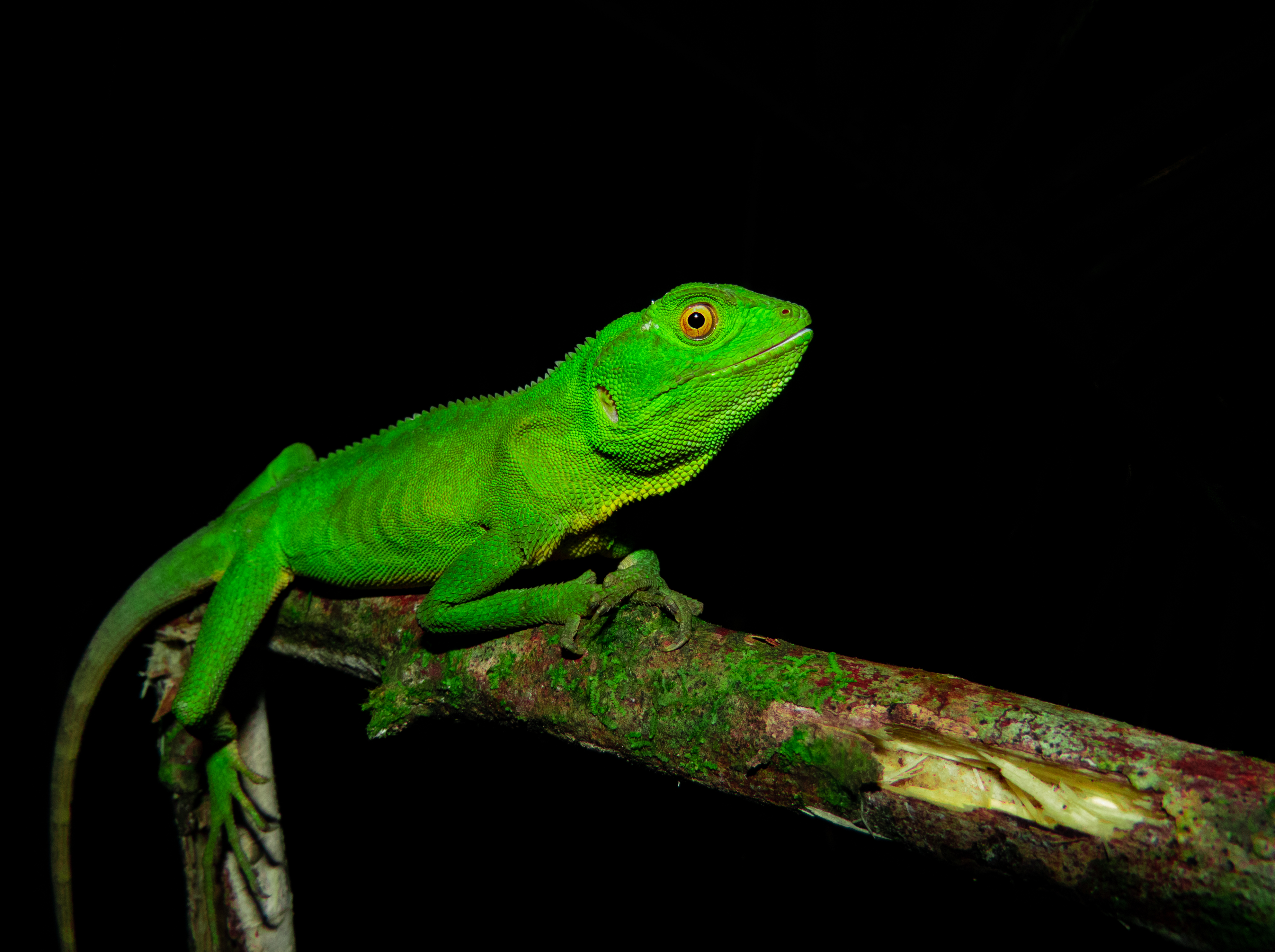
Enyalius iheringii

## Innere Systematik
Es gibt zwei Unterfamilien, sechs Gattungen und über 30 Arten.
- Unterfamilie Leiosaurinae
  - Gattung Diplolaemus
    - Diplolaemus bibronii Bell, 1843
    - Diplolaemus darwinii Bell, 1843
    - Diplolaemus leopardinus (Werner, 1898)
    - Diplolaemus sexcinctus Cei, Scolaro & Videla, 2003

  - Gattung Leiosaurus
    - Leiosaurus bellii Dumeril & Bibron, 1837
    - Leiosaurus catamarcensis Koslowsky, 1898
    - Leiosaurus jaguaris Laspiur, Acosta & Abdala, 2007
    - Leiosaurus paronae (Peracca, 1897)

  - Gattung Pristidactylus
    - Pristidactylus achalensis (Gallardo, 1964)
    - Pristidactylus alvaroi  (Donoso-Barros, 1975)
    - Pristidactylus araucanus  (Gallardo, 1964)
    - Pristidactylus casuhatiensis (Gallardo, 1968)
    - Pristidactylus fasciatus  (D’Orbigny & Bibron, 1847)
    - Pristidactylus nigroiugulus Cei, Scolaro & Videla, 2001
    - Pristidactylus scapulatus  (Burmeister, 1861)
    - Pristidactylus torquatus (Philippi, 1861)
    - Pristidactylus valeriae (Donoso-Barros, 1966)
    - Pristidactylus volcanensis Lamborot & Diaz, 1987
- Unterfamilie Enyaliinae
  - Gattung Anisolepis
    - Anisolepis grilli Boulenger, 1891
    - Anisolepis longicauda (Boulenger, 1891)
    - Anisolepis undulatus (Wiegmann, 1834)

  - Gattung Enyalius
    - Enyalius bibronii Boulenger, 1885
    - Enyalius bilineatus (Dumeril & Bibron, 1837)
    - Enyalius boulengeri Etheridge, 1969
    - Enyalius brasiliensis (Lesson, 1830)
    - Enyalius catenatus (Wied, 1821)
    - Enyalius erythroceneus Rodrigues, de Freitas, Santos Silva & Vina Bertolotto, 2006
    - Enyalius iheringii Boulenger, 1885
    - Enyalius leechii (Boulenger, 1885)
    - Enyalius perditus Jackson, 1978
    - Enyalius pictus (Wied-Neuwied, 1825)

  - Gattung Urostrophus
    - Urostrophus gallardoi Etheridge & Williams, 1991
    - Urostrophus vautieri Dumeril & Bibron, 1837